# Eva Kemme
Eva Kemme (* 1979 in Friedrichshafen) ist eine deutsche Filmproduzentin und Dokumentarfilmerin. Der u. a. von ihr produzierte Dokumentarfilm Of Fathers and Sons – Die Kinder des Kalifats wurde 2019 als bester Dokumentarfilm für den Oscar nominiert.

## Leben
Zunächst erwarb Eva Kemme einen Abschluss als Wirtschaftswissenschaft. Sie war dann einige Jahre als Managerin tätig. Von 2007 bis 2010 studierte sie an der Deutschen Film- und Fernsehakademie Berlin. Sie produzierte zum Abschluss den Spielfilm LOMO – The Language of Many Others. Seit 2013 ist sie Geschäftsführerin und Produzentin des Filmproduktionsunternehmens Basis Berlin.